# Lago Caarp
El lago Caarp (en alemán: Caarpsee) es un lago situado en el distrito de Llanura Lacustre Mecklemburguesa, en el estado de Mecklemburgo-Pomerania Occidental (Alemania), a una altitud de 59 metros; tiene un área de 41.2 hectáreas.
Se encuentra a unos dos kilómetros al este de la ciudad de Müritz.